# Sceloporus sugillatus
Sceloporus sugillatus (семпоальська білочерева ігуана) — вид ігуаноподібних ящірок родини фриносомових (Phrynosomatidae). Ендемік Мексики.

## Поширення і екологія
Семпоальські білочереві ігуани мешкають в горах Трансмексиканського вулканічного поясу на півдні Федерального округа, на крайньому сході штату Мехіко та на півночі Морелосу, зокрема в горах Сьєрра-де-Ахуско-Чічінауцін та в околицях Семпоали. Вони живуть в первинних і вторинних гірських хвойних лісах. Зустрічаються на висоті від 3000 до 3500 м над рівнем моря.